# Sayaka Kanda
Sayaka Kanda (神田 沙也加, Kanda Sayaka, née le 1er octobre 1986 à Tokyo, Japon et morte le 18 décembre 2021) était une actrice, chanteuse, idole japonaise et doubleuse japonaise (seiyū), également connue professionnellement sous les noms de Sayaka, Lily et Jun Uehara (上原純).
Elle était notamment célèbre pour sa participation à la franchise Danganronpa.

## Biographie

### Jeunesse
Kanda nait à l'hôpital Teishin de Tokyo, à Chiyoda, Tokyo. Elle est la fille unique de l'acteur Masaki Kanda et de Seiko Matsuda, chanteuse idole des années 1980 au Japon. Sa grand-mère paternelle, Teruko Asahi (1924-2001), était une ancienne actrice.
Sayaka Kanda joua notamment l'un des rôles principaux du film Dragon Head en 2003. Elle arrêta sa carrière musicale sous l'égide de sa mère en 2005, à la suite de la révélation publique de sa liaison avec Kitano Masato du groupe de J-pop Day After Tomorrow ; cette liaison entraîna la séparation du dit groupe, ainsi que celle de Sayaka et de Seiko Matsuda qui était opposée à cette liaison, une rupture familiale et professionnelle alors fort médiatisée. En 2014, Sayaka Kanda double la voix du personnage Anna dans la version japonaise du film d'animation de Disney La Reine des neiges.
En avril 2014, elle reprend sa carrière musicale : elle forme alors un nouveau groupe, TRUSTRICK, en duo avec le guitariste Billy. Leur premier album, Eternity sort le 25 juin de la même année.
Grande fan des jeux Danganronpa, elle incarnera le rôle de Junko Enoshima et Mukuro Ikusaba dans l'adaptation au théâtre du premier jeu. Sa contribution à la franchise ne s'arrête pas là car elle compose avec son groupe TRUSTRICK plusieurs chansons pour l'anime Danganronpa 3:Future Arc : DEAD OR LIE le générique de début de la série et Recall THE END, le générique de fin. Enfin en 2017, elle prête sa voix à Kaede Akamatsu, l'un des personnages du jeu Danganronpa V3: Killing Harmony.

### Vie privée
En mai 2017, Sayaka Kanda se marie avec l'acteur Mitsu Murata. Kanda annonce leur divorce en décembre 2019. Jusqu'à sa mort, Kanda était en couple avec l'acteur Takahisa Maeyama après avoir joué dans l'adaptation théâtrale de Crest of the Royal Family en août 2021. Kanda et Maeyama avaient prévu de se marier.

### Mort
Le 18 décembre 2021, Kanda est retrouvée inconsciente dans le jardin extérieur du quatorzième étage d'un hôtel de l'arrondissement de Chūō, à Sapporo, où elle devait jouer dans la comédie musicale My Fair Lady. Son décès a ensuite été constaté à l'hôpital. Le commissariat central de Sapporo a déterminé que la cause du décès était un choc traumatique et a également indiqué qu'elle était tombée de sa chambre située aux étages supérieurs de l'hôtel. Sa dépouille a été incinérée le 21 décembre 2021 et sa famille a conservé ses cendres. Un rapport du Shūkan Bunshun a affirmé qu'elle s'était suicidée à la suite de problèmes aux cordes vocales et de difficultés relationnelles avec Maeyama.

## Discographie

### Singles
- Ever Since (2002)
- Garden (2003)
- Mizu Iro (2004)
- Jougen no Tsuki (2005)

### Albums
- Doll (2005)
- Liberty (2011)

## Théâtre
- 2004 : Into the Woods : Le petit chaperon rouge
- 2006 / 2008 : Murasaki Shikibu Story : Shōshi
- 2007 : The Woman in White : Laura Fairlie
- 2007 / 2009 : Le Songe d'une nuit d'été : Peaseblossom
- 2008 : Le Songe d'une nuit d'été : Hermia
- 2008 : Grease : Sandy Dumbrowski
- 2008 / 2010 : Love Letters : Melissa
- 2009 / 2010 : She Loves Me : Amalia Balash
- 2009 / 2011 : Les Misérables : Cosette
- 2009 / 2011 / 2017 : Peter Pan : Wendy Darling
- 2010 : The Fantasticks : Luisa
- 2012 : ENDLESS SHOCK : Rika
- 2012 : Anne of Green Gables : Anne Shirley
- 2012 / 2014 : Himeyuri : Kimi
- 2014 / 2016 :Danganronpa THE STAGE : Junko Enoshima et Mukuro Ikusaba
- 2015 / 2017 : Super Danganronpa 2 THE STAGE : Junko Enoshima
- 2015 / 2020 : Le Bal des vampires : Sarah
- 2016 / 2018 : 1789 - Les Amants de la Bastille : Olympe du Puget (Version d'espoir)
- 2017 : Un violon sur le toit : Hodel
- 2017 / 2019 : La Revanche d'une blonde : Elle Woods
- 2018 : Danganronpa 3 THE STAGE : Junko Enoshima
- 2018 / 2021 : My Fair Lady : Eliza Doolittle
- 2021 : Crest of The Royal Family : Carol Reed

## Filmographie
- 2001 : Bean Cake : Mihara O-Yoshi
- 2003 : Dragon Head : Ako Seto
- 2004 : School Wars: Hero : Michiyo Wada
- 2008 : Imadoki Japanese yo : Kyouko
- 2008 : Farewell, Kamen Rider Den-O: Final Countdown : Sora
- 2011 : Amazing Grace : Shizuku Asamizu

## Doublage

### Cinéma

#### Films d'animation
- 2011 : Les Muppets, le retour (version japonaise) : Mary
- 2013 : La Reine des neiges (version japonaise) : Anna
- 2017 : Sword Art Online: Ordinal Scale : Yuna Shigemura
- 2019 : La Reine des neiges 2 (version japonaise) : Anna

### Télévision

#### Séries d'animation
- 2012 : Bimbogami ga! : Nadeshiko Adenokouji
- 2021: Idoly Pride: Mana Nagase

### Jeux vidéo
- 2017 : Danganronpa V3: Killing Harmony : Kaede Akamatsu
- 2019 : Kingdom Hearts 3 (version japonaise) : Anna